# 澧澹街道
澧澹乡，是中华人民共和国湖南省常德市澧县下辖的一个乡镇级行政单位。

## 行政区划
澧澹乡下辖以下地区：
大巷口社区、夹堤社区、蔡津村、永固村、拥宪村、上福村、东洲村、三甲村、玉皇村、樟柳村、仁和村、白羊村和新堤村。